# Мостафа Тарек
Мостафа Тарек Машал (араб. مصطفى طارق مشعل; нар. 1 січня 2001) — катарський футболіст, півзахисник клубу «Ас-Садд» і національної збірної Катару.

## Ігрова кар'єра
Вихованець клубу «Ас-Садд». За першу команду клубу дебютував 13 жовтня 2018 року в програному (0:8) домашньому поєдинку 2-о туру кубку КСЛ проти «Ар-Райяна». Мостафа вийшов на поле в стартовому складі та відігравувесь матч. Дебютним голом у дорослому футболі відзначився 23 листопада 2019 року на 5-й хвилині програного (3:4) виїзного поєдинку 3-о туру кубку КСЛ проти «Аль-Аглі». Тарек вийшов на поле в стартовому складі, а на 78-й хвилині його замінив Аюб Машгур.

## Титули і досягнення
- Чемпіон Катару: 2018/19, 2020/21, 2021/22, 2023/24, 2024/25
- Володар Кубка Еміра Катару: 2020, 2021, 2024
- Володар Кубка наслідного принца Катару: 2020, 2021, 2025
- Володар Кубка зірок Катару: 2019/20
- Володар Кубка шейха Яссіма: 2019

Збірні
- Володар Кубка Азії (1): 2024